# Macchi MC.200

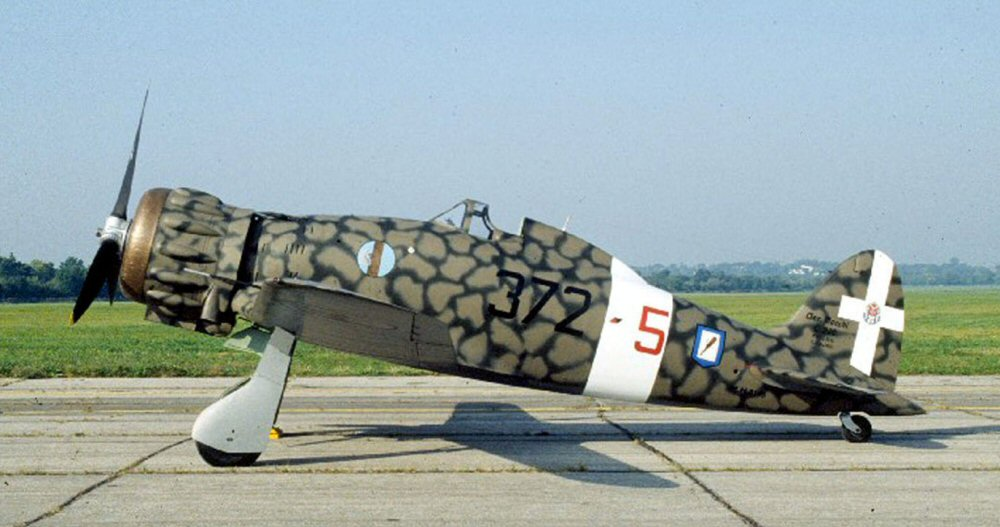
Macchi MC-200 Saetta

De Macchi C.200 Saetta, ook wel MC.200 genoemd, was een gevechtsvliegtuig ontwikkeld en geproduceerd door Aermacchi in Italië. Hij werd in verschillende vormen gebruikt door de Aeronautica Militare (Italiaanse luchtmacht) tijdens de Tweede Wereldoorlog.
De C.200 is ontworpen door Mario Castoldi, Aermacchi's leidend ontwerper, om te dienen als modern eendekker gevechtsvliegtuig, ingericht met een intrekbaar landingsgestel en dat wordt aangedreven door een stermotor. Het had een uitstekende wendbaarheid en de algemene eigenschappen lieten weinig te wensen over. De stabiliteit in een hogesnelheid duik was uitzonderlijk, maar het was onderbewapend in vergelijking met zijn tijdgenoten. Bij de eerste vluchten, waren er een aantal ongevallen, veroorzaakt door problemen met de stabiliteit. Dit werd uiteindelijk opgelost via aerodynamische aanpassingen uitgevoerd aan de vleugel.
Vanaf het moment dat Italië de Tweede Wereldoorlog op 10 juni 1940 inging, tot aan de ondertekening van de wapenstilstand van 8 september 1943, vloog de C.200 meer operationele vluchten tijdens het conflict dan alle andere Italiaanse vliegtuigen. De C.200 vloog missies boven Griekenland, Noord-Afrika, Joegoslavië, Frankrijk, de Middellandse Zee en Sovjet-Unie met uitstekende resultaten. Zijn zeer sterke metalen constructie en luchtgekoelde motor maakten het vliegtuig ideaal voor het uitvoeren van grondaanvalsmissies; daarom vlogen verschillende eenheden het als een jachtbommenwerper. De piloot had in de cockpit een beter uitzicht naar alle kanten dan in de Fiat G-50. Meer dan 1000 vliegtuigen werden gebouwd voor het einde van de oorlog.

## Ontwikkeling

### Oorsprong
In het begin van 1935 startte Mario Castoldi, Aermacchi's leidend ontwerper, een serie van studies voor een modern eendekker gevechtsvliegtuig, die werd voorzien van een intrekbaar landingsgestel. Castoldi had eerder al een aantal racevliegtuigen ontworpen die hadden meegedaan voor de Schneider Trophy, met inbegrip van de Macchi M. 39, die de wedstrijd won in 1926. Hij had ook de M. C. 72 ontworpen. Al vroeg werd het ontworpen vliegtuig tijdens de studies de naam C.200 gegeven.
In 1936, in de nasleep van Italië's campagnes in Oost-Afrika, werd een officieel programma gestart met als doel het volledig opnieuw uitrusten van de Italiaanse luchtmacht met een nieuw onderscheppingsvliegtuig. Op 10 februari 1936 werden de specificaties, geformuleerd en gepubliceerd door het ministerie van luchtvaart waarin werd gevraagd voor een vliegtuig dat werd aangedreven door een enkele stermotor, die in staat moest zijn een topsnelheid van 500 km/uur te behalen samen met een klimsnelheid van 6000 meter in 5 minuten. Deze vliegtuigen die voornamelijk het doel hadden het Italiaanse luchtruim te verdedigen, kregen al snel aanvullende eisen, zoals een vlucht uithoudingsvermogen van twee uur en een bewapening van een enkele (later verhoogd tot twee) 12,7mm machinegeweren.

## Variaties
De MC.200 onderging weinig wijzigingen tijdens zijn levensduur. Afgezien van de overstap naar een open luifel, latere vliegtuigen waren uitgerust met een betere versie van de radio en een gepantserde stoel. Latere producties van de MC.200 werden gebouwd met de MC.202 Serie VII vleugels, waardoor het toevoegen van twee 7,7 mm (.303) Breda-SAFAT machine geweren mogelijk was. De vier MC.200 (waarvan twee voorgestelde) derivaten waren:
M. C. 200 (prototypes)
Twee prototypes uitgerust met de 623 kW (840 hp) een Fiat.74 RC 38 radiale zuiger-motor.
M. C. 200
Éénmans Jachtvliegtuig/Jachtbommenwerper.
M. C. 200bis
Breda voorgestelde wijziging met een Piaggio P. XIX R. C. 45 motor met 880 kW (1,180 hp) op 4500 m (14,800 ft). Omgezet van een vroege productie C. 200: eerste vlucht 11 April 1942 uit Milano-Bresso gevlogen door Luigi Acerbi. Het vliegtuig was toen uitgerust met een grotere propeller en een gewijzigde motorkap. De topsnelheid in de proeven werd 535 km/uur. Het werd niet in productie genomen als de 200 C. deze was vervangen door meer geavanceerde ontwerpen.
M. C. 200AS
Aangepaste versie voor de Noord-Afrikaanse Campagne.
M. C. 200CB
Jachtbommenwerper met 320 kg (710 lb) van bommen of twee externe brandstof tanks(escorte vliegtuig).
M. C. 201
Als antwoord op een verzoek van de Regia Aeronautica op 5 januari 1938 voor een 200 C. vervanging, stelde Aermacchi de C. 201 voor, met een herziene romp, een motor Isotta Fraschini Astro A. 140RC.40 (licentie variant van de Franse Gnome et Rhône GR.14Krs Mistral Masjor) met 870CV. Maar later werd de keuze de Fiat A. 76 R. C. 40-motor met 750 kW (1,000 hp). Twee prototypes werden besteld. De eerste vloog op 10 augustus 1940, met de minder krachtige motor A. 74. Hoewel Aermacchi een topsnelheid van 550 km/uur probeerde te halen, werd het prototype geannuleerd na het opgeven van de A. 76-motor, omdat deze te veel problemen veroorzaakte.

## Gebruikers
- Luftwaffe bediende sommige buitgemaakte vliegtuigen.
- Regia Aeronautica
- Italiaanse Co-Oorlogvoerende Air Force
- Italiaanse luchtmacht bediende sommige vliegtuigen als trainingstoestel tot 1947[12]

## Specificaties

Tekening Macchi C.200

- Type: Macchi C.200 (begin van de serie)
- Fabriek: Aeronautica Macchi
- Rol: Jachtvliegtuig
- Bemanning: 1
- Lengte: 8,25 m
- Spanwijdte: 10,58 m
- Hoogte: 3,05 m
- Vleugeloppervlak: 16,8 m²
- Leeggewicht: 1964 kg
- Maximum gewicht: 2395 kg
- Motor: 1× Fiat A.74 R.C.38 14-cilinder stermotor, 650 kW (870 pk)
- Propeller: driebladig
- Eerste vlucht: 24 december 1937
- Aantal gebouwd: 1151 (plus 2 prototypes)

Prestaties
- Maximumsnelheid: 504 km/u
- Overtreksnelheid: 128 km/u
- Klimsnelheid: 15,3 m/s
- Vliegbereik: 570 km
- Plafond: 8900 m

Bewapening
- Boordgeschut: 2× 12,7mm Breda-SAFAT machinegeweer
- Bommenlast: maximaal 2× 150 kg onder de vleugels

## Naslagwerken
- (en)  Cattaneo, Gianni The Macchi MC.200 (Aircraft in Profile number 64). London: Profile Publications, 1966.
- (en)  Ethell, Jeffrey L. Aircraft of World War II. Glasgow: HarperCollins/Jane's, 1995. ISBN 0-00-470849-0
- (en)  Munson, Kenneth Fighters and Bombers of World War II. London: Blandford Press, 1969, first edition 1960. ISBN 0-907408-37-0.
- (it)  Sgarlato, Nico Aermacchi C.202 Folgore. Parma, Italy: Delta Editrice, 2008.